# Micrognatia
En medicina, el término micrognatia (también micrognacia) se utiliza para describir una mandíbula muy pequeña. Cuando es extremadamente pequeña, puede producir dificultad en la alimentación de los neonatos y posteriormente alteraciones importantes, como malformaciones dentales.

## Causas
La micrognatia se asocia a numerosos síndromes congénitos, algunos de los más frecuentes son:
- mucopolisacaridosis tipo IHS (MPS IHS): enfermedad de Hurler-Scheie
- progeria
- rubeola congénita
- síndrome alcohólico fetal
- síndrome de DiGeorge
- síndrome de Hallermann-Streiff
- síndrome de Ho Kaufman Mcalister
- síndrome de Klippel-Feil
- síndrome de Marfan
- síndrome de Pierre Robin
- síndrome de Russell-Silver
- síndrome de Seckel
- síndrome de Treacher-Collins
- síndrome de Turner
- síndrome del maullido del gato
- síndrome Smith-Lemli-Opitz
- trisomía 8
- trisomía 13
- trisomía 18